# Sant Ponç de Clariana de Cardener
Sant Ponç de Clariana de Cardener és una església romànica de Clariana de Cardener (Solsonès) protegida com a Bé Cultural d'Interès Local.

## Descripció
És una església d'una nau amb dos absis semicirculars contraposats i coberta de volta de canó reforçada per arcs torals. Al mur de migdia s'obre la porta d'entrada, d'arc de mig punt adovellat. L'aparell de l'església era fet amb blocs de pedra ben picats i col·locats a contrapunt. Estava adossada al mas anomenat "Cal Sant Ponç". Actualment aquesta església es troba sota les aigües de l'embassament de Sant Ponç. Està a molt poc de desapàreixer i només es pot veure en èpoques de molta sequera, quan el pantà esta quasi buit.